# Сад, Валерий Валерьянович
Вале́рий Валерья́нович Сад (укр. Валерій Валер'янович Сад; род. 18 декабря 1998, Кузнецовск, Ровненская область) — украинский футболист, полузащитник клуба «Ингулец».

## Биография
Воспитанник футбольной академии «Скала». В ДЮФЛУ выступал именно, за стрыйскую команду — 50 матчей, 7 голов. Летом 2017 года подписал контракт с главной командой, однако до этого уже длительное время выступал за юношеский коллектив в украинской Премьер-лиге. Дебютировал за основной состав 15 июля того же года в матче Второй лиги Украины против «Тернополя».
Всего за «Скалу» провел более 30 матчей в УПЛ (U-19) и более 20 во Второй лиге Украины. Также в сезоне 2016/17 был в аренде в словацком клубе, который был представлен во втором по уровню дивизионе: «Партизан» (Бардеёв). В этой команде Валерий выступал за молодёжный состав, а с основой преимущественно проводил совместные тренировки (два заявленных матча, из которых один раз вышел на замену).
В июле 2018 года подписал контракт с «Вересом», за который дебютировал 18 июля того же года в матче кубка Украины против «Миная», а 22 июля впервые сыграл в чемпионате против хмельницкого «Подолья». За ровенский клуб выступал до завершения 2019 и провёл за них 41 официальную игру во всех турнирах.
В начале марта 2020 года подписал контракт с черновицкой «Буковиной»", однако уже в июне стал игроком луцкой «Волыни». Дебютировал в новой команде 4 июля в игре с кременчугским «Кременем», выйдя на поле в основном составе, а уже 15 июля того же года в матче против команды «Балканы» отличился дебютным голом.
С октября того же года до летнего межсезонья был игроком клуба франковского «Прикарпатья», а уже в июле снова начал выступать за луцкую команду. Перед стартом сезона 2022/23 подписал контракт с запорожским «Металлургом». С февраля 2024 года игрок клуба «Ингулец».

## Достижения
«Ингулец»
- Победитель Первой лиги Украины: 2023/24